# سیلدوگ
سیلدوگ(اندونزیایی: Ciledug) شهری در استان جاوه غربی کشور اندونزی است. جمعیت این شهر بر اساس سرشماری سال ۲۰۰۰ میلادی ۹۲٫۳۵۵ تن بوده که در سال ۲۰۰۷ میلادی به ۱۰۱٫۰۱۴ نفر افزایش یافته‌است.